# CONCACAF Gold Cup 2021/Gruppe C
| Pl. | Land       | Sp. | S | U | N | Tore    | Diff. | Punkte |
| --- | ---------- | --- | - | - | - | ------- | ----- | ------ |
| 1.  | Costa Rica | 3   | 3 | 0 | 0 | 006:200 | +4    | 09     |
| 2.  | Jamaika    | 3   | 2 | 0 | 1 | 004:200 | +2    | 06     |
| 3.  | Suriname   | 3   | 1 | 0 | 2 | 003:500 | −2    | 03     |
| 4.  | Guadeloupe | 3   | 0 | 0 | 3 | 003:700 | −4    | 0      |

Die Gruppe C des CONCACAF Gold Cups 2021 war eine der vier Gruppen des Turniers. Die ersten beiden Spiele wurden am 12. Juli 2021 ausgetragen, der letzte Spieltag fand am 20. Juli 2021 statt. Die Gruppe bestand aus den Nationalmannschaften aus Costa Rica, Jamaika, Suriname und Guadeloupe.

## Jamaika – Suriname 2:0 (2:0)
| Jamaika                                                                        | Jamaika | Suriname | Suriname |
| ------------------------------------------------------------------------------ | --- | --- | -------- |
| Jamaika                                                                        | \| 1. Spieltag \| \| 12. Juli 2021 um 18:30 Uhr (13. Juli, 0:30 MESZ) in Orlando (Exploria Stadium) \| \| Zuschauer: 6.403 \| \| Schiedsrichter: Bakary Gassama ( Gambia) \| \| Spielbericht \| | \| 1. Spieltag \| \| 12. Juli 2021 um 18:30 Uhr (13. Juli, 0:30 MESZ) in Orlando (Exploria Stadium) \| \| Zuschauer: 6.403 \| \| Schiedsrichter: Bakary Gassama ( Gambia) \| \| Spielbericht \|                                                                          | Suriname |
| Jamaika                                                                        | Andre Blake – Alvas Powell (72. Oniel Fisher), Damion Lowe, Liam Moore, Amari’i Bell – Leon Bailey (83. Junior Flemmings), Michael Hector (72. Devon Williams), Daniel Johnson, Blair Turgott (72. Cory Burke) – Shamar Nicholson, Bobby Decordova-Reid (88. Lamar Walker) Cheftrainer: Theodore Whitmore | Warner Hahn – Sean Klaiber (64. Ryan Koolwijk), Dion Malone, Ryan Donk , Ridgeciano Haps – Florian Jozefzoon (81. Ivenzo Comvalius), Damil Dankerlui, Kelvin Leerdam, Diego Biseswar, Sheraldo Becker – Gleofilo Vlijter (64. Nigel Hasselbaink) Cheftrainer: Dean Gorré | Suriname |
| Jamaika                                                                        | 1:0 Nicholson (6.) 2:0 Decordova-Reid (26.) | | Suriname |
| Jamaika                                                                        | Bell (90.+2') | Klaiber (25.), Donk (37.), Leerdam (87.) | Suriname |
| Jamaika                                                                        | Spieler des Spiels: Andre Blake (Jamaika) | | Suriname |
| 1. Spieltag                                                                    | | |          |
| 12. Juli 2021 um 18:30 Uhr (13. Juli, 0:30 MESZ) in Orlando (Exploria Stadium) | | |          |
| Zuschauer: 6.403                                                               | | |          |
| Schiedsrichter: Bakary Gassama ( Gambia)                                       | | |          |
| Spielbericht                                                                   | | |          |

## Costa Rica – Guadeloupe 3:1 (2:1)
| Costa Rica                                                                     | Costa Rica | Guadeloupe | Guadeloupe |
| ------------------------------------------------------------------------------ | --- | --- | ---------- |
| Costa Rica                                                                     | \| 1. Spieltag \| \| 12. Juli 2021 um 21:00 Uhr (13. Juli, 3:00 MESZ) in Orlando (Exploria Stadium) \| \| Zuschauer: 6.403 \| \| Schiedsrichter: Ismail Elfath ( USA) \| \| Spielbericht \| | \| 1. Spieltag \| \| 12. Juli 2021 um 21:00 Uhr (13. Juli, 3:00 MESZ) in Orlando (Exploria Stadium) \| \| Zuschauer: 6.403 \| \| Schiedsrichter: Ismail Elfath ( USA) \| \| Spielbericht \| | Guadeloupe |
| Costa Rica                                                                     | Leonel Moreira – Keysher Fuller, Kendall Waston (89. Giancarlo González), Francisco Calvo, Rónald Matarrita – Celso Borges, David Guzmán (89. Jefferson Brenes) – Joel Campbell, Bryan Ruiz (63. Johan Venegas), Ariel Lassiter (63. Luis Díaz) – José Guillermo Ortiz (70. Alonso Martínez) Cheftrainer: Luis Fernando Suárez ( Kolumbien) | Yohann Thuram-Ulien – Mickaël Alphonse , Stevenson Casimir, Anthony Baron, Steve Solvet, Kelly Irep – Mavrick Annerose (58. Quentin Annette), Morgan Saint-Maximin, Edwing Malpon (85. Vikash Tillé) – Raphaël Mirval (68. Dimitri Ramothe), Matthias Phaeton (85. Luther Archimède) Cheftrainer: Jocelyn Angloma | Guadeloupe |
| Costa Rica                                                                     | 1:0 Campbell (6.) 2:0 Lassiter (21.) 3:1 Borges (70.) | 2:1 Mirval (45.+5') | Guadeloupe |
| Costa Rica                                                                     | Waston (40.), Lassiter (45.+4'), Matarrita (77.), Venegas (90.+2') | Solvet (28.), Phaeton (84.) | Guadeloupe |
| Costa Rica                                                                     | Solvet (54.) | | Guadeloupe |
| Costa Rica                                                                     | Spieler des Spiels: Joel Campbell (Costa Rica) | | Guadeloupe |
| 1. Spieltag                                                                    | | |            |
| 12. Juli 2021 um 21:00 Uhr (13. Juli, 3:00 MESZ) in Orlando (Exploria Stadium) | | |            |
| Zuschauer: 6.403                                                               | | |            |
| Schiedsrichter: Ismail Elfath ( USA)                                           | | |            |
| Spielbericht                                                                   | | |            |

## Guadeloupe – Jamaika 1:2 (1:1)
| Guadeloupe                                                                     | Guadeloupe | Jamaika | Jamaika |
| ------------------------------------------------------------------------------ | --- | --- | ------- |
| Guadeloupe                                                                     | \| 2. Spieltag \| \| 16. Juli 2021 um 18:30 Uhr (17. Juli, 0:30 MESZ) in Orlando (Exploria Stadium) \| \| Zuschauer: 6.527 \| \| Schiedsrichter: Bryan López ( Guatemala) \| \| Spielbericht \| | \| 2. Spieltag \| \| 16. Juli 2021 um 18:30 Uhr (17. Juli, 0:30 MESZ) in Orlando (Exploria Stadium) \| \| Zuschauer: 6.527 \| \| Schiedsrichter: Bryan López ( Guatemala) \| \| Spielbericht \|                                                                                | Jamaika |
| Guadeloupe                                                                     | Yohann Thuram-Ulien – Mickaël Alphonse , Stevenson Casimir, Anthony Baron, Kelly Irep – Morgan Saint-Maximin, Quentin Annette (77. Kévin Moeson), Edwing Malpon (77. Mavrick Annerose) – Dimitri Ramothe (64. Vikash Tillé), Luther Archimède (15. Raphaël Mirval), Matthias Phaeton Cheftrainer: Jocelyn Angloma | Andre Blake – Alvas Powell, Damion Lowe, Liam Moore, Amari’i Bell (70. Kemar Lawrence) – Leon Bailey, Michael Hector (61. Junior Flemmings), Daniel Johnson, Blair Turgott (61. Devon Williams) – Cory Burke, Shamar Nicholson (82. Andre Gray) Cheftrainer: Theodore Whitmore | Jamaika |
| Guadeloupe                                                                     | 1:0 Bell (4., Eigentor) | 1:1 Burke (14.) 1:2 Flemmings (87.) | Jamaika |
| Guadeloupe                                                                     | Casimir (41.) | Bailey (62.), Powell (63.), Moore (71.) | Jamaika |
| Guadeloupe                                                                     | Spieler des Spiels: Andre Blake (Jamaika) | | Jamaika |
| 2. Spieltag                                                                    | | |         |
| 16. Juli 2021 um 18:30 Uhr (17. Juli, 0:30 MESZ) in Orlando (Exploria Stadium) | | |         |
| Zuschauer: 6.527                                                               | | |         |
| Schiedsrichter: Bryan López ( Guatemala)                                       | | |         |
| Spielbericht                                                                   | | |         |

## Suriname – Costa Rica 1:2 (0:0)
| Suriname                                                                       | Suriname | Costa Rica | Costa Rica |
| ------------------------------------------------------------------------------ | --- | --- | ---------- |
| Suriname                                                                       | \| 2. Spieltag \| \| 16. Juli 2021 um 21:00 Uhr (17. Juli, 3:00 MESZ) in Orlando (Exploria Stadium) \| \| Zuschauer: 6.527 \| \| Schiedsrichter: Fernando Hernández ( Mexiko) \| \| Spielbericht \|                                                                                             | \| 2. Spieltag \| \| 16. Juli 2021 um 21:00 Uhr (17. Juli, 3:00 MESZ) in Orlando (Exploria Stadium) \| \| Zuschauer: 6.527 \| \| Schiedsrichter: Fernando Hernández ( Mexiko) \| \| Spielbericht \| | Costa Rica |
| Suriname                                                                       | Warner Hahn – Sean Klaiber (62. Ryan Koolwijk), Dion Malone, Ryan Donk , Ridgeciano Haps – Damil Dankerlui (83. Mitchell Donald), Kelvin Leerdam – Florian Jozefzoon (61. Ivenzo Comvalius), Diego Biseswar, Sheraldo Becker (61. Nigel Hasselbaink) – Gleofilo Vlijter Cheftrainer: Dean Gorré | Esteban Alvarado – Keysher Fuller, Giancarlo González, Francisco Calvo, Rónald Matarrita – Jefferson Brenes (46. David Guzmán) – Joel Campbell (88. Kendall Waston), Celso Borges , Johan Venegas (90.+4' José Guillermo Ortiz), Luis Díaz (68. Ariel Lassiter) – Ariel Rodríguez (46. Alonso Martínez) Cheftrainer: Luis Fernando Suárez ( Kolumbien) | Costa Rica |
| Suriname                                                                       | 1:0 Vlijter (52.) | 1:1 Campbell (58.) 1:2 Borges (59.) | Costa Rica |
| Suriname                                                                       | Haps (30.), Donk (31.) | Alvarado (43.), Calvo (66.), Guzmán (73.), Waston (88.) | Costa Rica |
| Suriname                                                                       | Calvo (85.) | | Costa Rica |
| Suriname                                                                       | Spieler des Spiels: Joel Campbell (Costa Rica) | | Costa Rica |
| 2. Spieltag                                                                    | | |            |
| 16. Juli 2021 um 21:00 Uhr (17. Juli, 3:00 MESZ) in Orlando (Exploria Stadium) | | |            |
| Zuschauer: 6.527                                                               | | |            |
| Schiedsrichter: Fernando Hernández ( Mexiko)                                   | | |            |
| Spielbericht                                                                   | | |            |

## Suriname – Guadeloupe 2:1 (1:1)
| Suriname                                                                   | Suriname | Guadeloupe | Guadeloupe |
| -------------------------------------------------------------------------- | --- | --- | ---------- |
| Suriname                                                                   | \| 3. Spieltag \| \| 20. Juli 2021 um 18:00 Uhr (21. Juli, 1:00 MESZ) in Houston (BBVA Stadium) \| \| Schiedsrichter: Fernando Guerrero ( Mexiko) \| \| Spielbericht \| | \| 3. Spieltag \| \| 20. Juli 2021 um 18:00 Uhr (21. Juli, 1:00 MESZ) in Houston (BBVA Stadium) \| \| Schiedsrichter: Fernando Guerrero ( Mexiko) \| \| Spielbericht \| | Guadeloupe |
| Suriname                                                                   | Warner Hahn – Sean Klaiber (56. Damil Dankerlui), Dion Malone, Kelvin Leerdam , Ridgeciano Haps – Sergino Eduard (67. Nigel Hasselbaink), Ryan Koolwijk (57. Roland Alberg) – Ivenzo Comvalius, Diego Biseswar, Dimitrie Apai (57. Sheraldo Becker) – Gleofilo Vlijter (82. Alvaro Verwey) Cheftrainer: Dean Gorré | Kévin Ajax – Ronan Hauterville , Anthony Baron, Steve Solvet – Kévin Moeson (83. Colman Makouké), Morgan Saint-Maximin (62. Edwing Malpon), Quentin Annette (82. Skeveen Romage), Kelly Irep – Raphaël Mirval (63. Mavrick Annerose), Vikash Tillé (46. Thomas Pineau), Matthias Phaeton Cheftrainer: Jocelyn Angloma | Guadeloupe |
| Suriname                                                                   | 1:0 Vlijter (14.) 2:1 Hasselbaink (79.) | 1:1 Phaeton (20.) | Guadeloupe |
| Suriname                                                                   | Alberg (78.), Koolwijk (90.+6') | Annette (70.), Pineau (90.+2'), Solvet (90.+3') | Guadeloupe |
| Suriname                                                                   | Annette (90.+5') | | Guadeloupe |
| Suriname                                                                   | Irep (29.) | | Guadeloupe |
| Suriname                                                                   | Spieler des Spiels: Kévin Ajax (Guadeloupe) | | Guadeloupe |
| 3. Spieltag                                                                | | |            |
| 20. Juli 2021 um 18:00 Uhr (21. Juli, 1:00 MESZ) in Houston (BBVA Stadium) | | |            |
| Schiedsrichter: Fernando Guerrero ( Mexiko)                                | | |            |
| Spielbericht                                                               | | |            |

## Costa Rica – Jamaika 1:0 (0:0)
| Costa Rica                                                                     | Costa Rica | Jamaika | Jamaika |
| ------------------------------------------------------------------------------ | --- | --- | ------- |
| Costa Rica                                                                     | \| 3. Spieltag \| \| 20. Juli 2021 um 19:00 Uhr (21. Juli, 1:00 MESZ) in Orlando (Exploria Stadium) \| \| Schiedsrichter: Mario Escobar ( Guatemala) \| \| Spielbericht \| | \| 3. Spieltag \| \| 20. Juli 2021 um 19:00 Uhr (21. Juli, 1:00 MESZ) in Orlando (Exploria Stadium) \| \| Schiedsrichter: Mario Escobar ( Guatemala) \| \| Spielbericht \| | Jamaika |
| Costa Rica                                                                     | Leonel Moreira – Yael López (75. Rónald Matarrita), Giancarlo González, Óscar Duarte, Keysher Fuller – Allan Cruz (65. Celso Borges), David Guzmán, Bryan Ruiz (65. Johan Venegas) – Alonso Martínez (74. Esteban Alvarado), Joel Campbell, Ariel Lassiter (85. Jefferson Brenes) Cheftrainer: Luis Fernando Suárez ( Kolumbien) | Dillon Barnes – Oniel Fisher, Damion Lowe, Adrian Mariappa, Kemar Lawrence (60. Amari’i Bell) – Devon Williams, Daniel Johnson (81. Liam Moore) – Blair Turgott (66. Shamar Nicholson), Tyreek Magee (81. Lamar Walker), Junior Flemmings – Andre Gray (66. Cory Burke) Cheftrainer: Theodore Whitmore | Jamaika |
| Costa Rica                                                                     | 1:0 Ruiz (53.) | | Jamaika |
| Costa Rica                                                                     | Fisher (78.) | | Jamaika |
| Costa Rica                                                                     | Moreira (72.) | | Jamaika |
| Costa Rica                                                                     | Spieler des Spiels: Bryan Ruiz (Costa Rica) | | Jamaika |
| 3. Spieltag                                                                    | | |         |
| 20. Juli 2021 um 19:00 Uhr (21. Juli, 1:00 MESZ) in Orlando (Exploria Stadium) | | |         |
| Schiedsrichter: Mario Escobar ( Guatemala)                                     | | |         |
| Spielbericht                                                                   | | |         |